# Categoría abeliana
En matemáticas una categoría abeliana es una categoría en la cual los morfismos tienen estructura de grupo abeliano, existen tanto núcleos y conúcleos y tienen propiedades deseables. El ejemplo usual de una categoría abeliana es la categoría de grupos abelianos Ab. La teoría tiene su origen como un intento de unificar varias teorías de cohomologia por Alexander Grothendieck. Las categorías abelianas son categorías muy estables, por ejemplo son regulares y satisfacen el lema de la serpiente. La clase de categorías abelianas es cerrada bajo varias construcciones categóricas, por ejemplo la categoría de complejos de cadenas de una categoría abeliana o la categoría de funtores de una categoría pequeña abeliana es una categoría abeliana, estas propiedades estables son inevitables en álgebra homológica, está teoría tiene sus mayores aplicaciones en geometría algebraica, cohomología
y teoría de categorías.

## Definición
Una categoría C es abeliana si
- Tiene objeto cero.
- Tiene todos los productos fibrados y coproductos fibrados.
- Todos los monomorfismos y epimorfismos son normales.

Debido a un teorema de Peter Freyd, está definición es equivalente a la siguiente:
- Una categoría es preaditiva si todos los conjuntos de homomorfismos son grupos abelianos, tiene objeto cero, y la composición de morfismos es bilineal.
- Una categoría preaditiva es aditiva si todo par de objetos tiene un producto.
- Finalmente, una categoría preaditiva es abeliana si todo monomorfismo y epimorfismo es normal. Esto significa que todo monomorfismo es el núcleo de algún morfismo y que todo epimorfismo es el conúcleo de algún morfismo.

La estructura de grupo abeliano en cada conjunto de homomorfismos es una consecuencia de los tres axiomas de la primera definición, esto muestra la importancia fundamental de la categoría de grupos abelianos en la teoría y su naturaleza canónica.
El concepto de sucesión exacta surge de manera natural en este entorno y da lugar al concepto de funtor exacto i.e. el funtor preserva sucesiones exactas, estos son los funtores que conciernen a las categorías abelianas. El concepto de exactitud ha sido axiomatizado en la teoría de categorías exactas formando un caso muy especial de categorías regulares.

## Ejemplos
- Como ha sido mencionado, la categoría de grupos abelianos Ab es una categoría abeliana. La categoría de grupos abelianos finitamente generados es una categoría abeliana como la categoría de todos los grupos abelianos finitos.

- Si R es un anillo entonces la categoría de todos los R módulos izquierdos o derechos es una categoría abeliana, de hecho se puede mostrar que cualquier categoría abeliana pequeña es equivalente a una subcategoría plena de una categoría de módulos (teorema de encaje de Mitchell).

- Si R es un anillo noetheriano izquierdo entonces la categoría de R módulos izquierdos finitamente generados es abeliana, en particular la categoría de módulos finitamente generados sobre un anillo conmutativo noetheriano es abeliana. De esta forma las categorías abelianas aparecen en álgebra conmutativa.

- Un caso especial de los dos ejemplos anteriores: la categoría de espacios vectoriales sobre un campo K es abeliana como la categoría de espacios vectoriales de dimensión finita sobre K es abeliana.

- Si X es un espacio topológico entonces la categoría de todos los (reales o complejos) fibrados vectoriales en X en general no es una categoría abeliana ya que pueden existir monomorfismos que no son el núcleo de algún morfismo.

- Si X es un espacio topológico entonces la categoría de todas las gavillas de grupos abelianos en X es una categoría abeliana. Más generalmente la categoría de gavillas de grupos abelianos en una topología de Grothendieck es una categoría abeliana. De esta forma las categorías abelianas aparecen en topología algebraica y geometría algebraica.

- Si C es una categoría pequeña y A una categoría abeliana entonces la categoría de funtores de C en A es una categoría abeliana (los morfismos entre los funtores son transformaciones naturales). Si C es una categoría pequeña y preaditiva entonces la categoría de funtores aditivos de C en A forman también una categoría abeliana. Lo último es una generalización del ejemplo de R módulos ya que un anillo puede ser considerado como una categoría preaditiva con un único objeto.

## Axiomas de Groethendieck
En su artículo de Tôhoku, Grothendieck enlisto cuatro axiomas adicionales (y sus duales) que una categoría abeliana A debería de cumplir. Estos axiomas. Son los siguientes:
- AB3) Para cualquier conjunto {Ai} de objetos de A el coproducto ∐Ai existe en A.
- AB4) A safisface AB3), y el coproducto de una familia de monomorfismos es un monomorfismo.
- AB5) A satisface AB3), y colimites filtrados de sucesiones exactas son exactas.

Y sus duales:
- AB3*) Para cualquier conjunto {Ai} de objetos de A el producto ΠAi existe en A.
- AB4*) A satisface AB3*), y el producto de una familia de epimorfismos es un epimorfismo.
- AB5*) A satisface AB3*) y límites filtrados de sucesiones exactas son exactas.

Los axiomas AB1) and AB2) también fueron dados. Estos son los que hacen de una categoría aditiva que sea abeliana. Específicamente son:
- AB1) Todo morfismo tiene núcleo y conúcleo.
- AB2) Para cualquier morfismo f, el morfismo canónico de coim f a im f es un isomorfismo.

Groethendieck también dio axiomas AB6) y AB6*).

## Propiedades elementales
Dado cualquier par de objetos A, B en una categoría abeliana existe un morfismo "especial", el morfismo cero de A a B. Esté puede ser definido como el único elemento cero del conjunto de homomorfismos Hom(A,B), ya que esté es un grupo abeliano.
De forma alterna, puede ser definido como la única composición A → 0 → B, donde 0 es el objeto cero de la categoría.
En una categoría abeliana, todo morfismo f se puede escribir como la composición de un epimorfismo seguido de un monomorfismo.
Esté epimorfismo recibe el nombre de coimagen of f mientras que el monomorfismo es llamado la imagen de f.
Toda categoría abeliana A es un módulo sobre la categoría monoidal de grupos abelianos finitamente generados, esto es, podemos formar el producto tensorial de un grupo abeliano finitamente generado G y cualquier objeto A de A.

## Conceptos Relacionados
Las categorías abelianas son el marco usual para el estudio del álgebra homológica.
En las categorías abelianas surgen de forma natural los conceptos de sucesiones exactas, sucesiones exactas cortas, funtores derivados entre otros. Algunos ejemplos de teoremas importantes en el estudio de categorías abelianas son el lema del quinto, lema del quinto corto y el lema de la serpiente entre otros.

## Historia
El concepto de categoría abeliana fue introducido por Buchsbaum (1955) (con el nombre de categorías exactas) y Grothendieck (1957) con la intención de unificar varias teorías de cohomología, en ese entonces se encontraban la teoría de cohomología de gavillas y la teoría de cohomología de grupos. Ambas fueron definidas de forma distinta pero tenían propiedades semejantes. De hecho bastante teoría de la teoría de categorías fue desarrollada como un lenguaje para estudiar estas semejanzas. Grothendieck unificó ambas teorías.